# Greven (Steinfurt)
Greven es un municipio situado en el distrito de Steinfurt, en el estado federado de Renania del Norte-Westfalia (Alemania), con una población a finales de 2016 de unos 37 097 habitantes.

## Geografía
La localidad se encuentra ubicada al norte del estado, en la región de Münster, cerca de la frontera con el estado de Baja Sajonia, y es atravesada por el Río Ems.

## Personajes ilustres
- Fritz Pölking (1936-2007), fotógrafo de naturaleza
- Tobias Luke aka O.B.I. (1936)  dj y productor de hard techno/ schranz